# Tiro nos Jogos Olímpicos de Verão de 1924
O tiro nos Jogos Olímpicos de Verão de 1924 foi realizado em Paris, na França, com dez eventos disputados.

## Eventos do tiro
Masculino: Tiro rápido 25 m | Carabina deitado 50 m | Carabina 600 m | Carabina por equipe | Tiro simples ao veado | Tiro simples ao veado por equipe | Tiro duplo ao veado | Tiro duplo ao veado por equipe | Fossa olímpica | Tiro ao pombo por equipe

## Tiro rápido 25 m masculino
| Pos. | País                 | Atletas           | Pontos |
| ---- | -------------------- | ----------------- | ------ |
|      | Estados Unidos (USA) | Henry Bailey      | 18     |
|      | Suécia (SWE)         | Vilhelm Carlberg  | 18     |
|      | Finlândia (FIN)      | Lennart Hannelius | 18     |

## Carabina deitado 50 m masculino
| Pos. | País                 | Atletas                  | Pontos |
| ---- | -------------------- | ------------------------ | ------ |
|      | França (FRA)         | Pierre Coquelin De Lisle | 398    |
|      | Estados Unidos (USA) | Marcus Dinwiddie         | 396    |
|      | Suíça (SUI)          | Josias Hartmann          | 394    |

## Carabina 600 m masculino
| Pos. | País                 | Atletas       | Pontos |
| ---- | -------------------- | ------------- | ------ |
|      | Estados Unidos (USA) | Morris Fisher | 95     |
|      | Estados Unidos (USA) | Carl Osburn   | 95     |
|      | Dinamarca (DEN)      | Niels Larsen  | 93     |

## Carabina por equipe masculino (400, 600 e 800 m)
| Ouro | Prata | Bronze |
| Estados Unidos (USA) Total pontos: 676 Raymond Coulter Joseph Crockett Morris Fisher Sidney Hinds Carl Osburn Walter Stokes | França (FRA) Total pontos: 646 Paul Colas Albert Courquin Pierre Hardy Emile Rumeau André Parmentier Georges Roes | Haiti (HAI) Total pontos: 646 Ludovic Augustin Destin Destine Eloi Metullus Astrel Rolland Ludovic Valborge |

## Tiro simples ao veado masculino
| Pos. | País                 | Atletas               | Pontos |
| ---- | -------------------- | --------------------- | ------ |
|      | Estados Unidos (USA) | John Boles            | 40     |
|      | Grã-Bretanha (GBR)   | Cyril Mackworth-Praed | 39     |
|      | Noruega (NOR)        | Otto Olsen            | 39     |

## Tiro simples ao veado por equipe masculino
| Ouro | Prata | Bronze |
| Noruega (NOR) Total pontos: 160 Einar Liberg Ole Lilloe-Olsen Harald Natvig Hans Nordvik Otto Olsen Oluf Wesmann-Kjaer | Suécia (SWE) Total pontos: 154 Otto Hultberg Mauritz Johansson Fredric Landelius Karl Richter Karl-Gustaf Svensson Alfred Swahn | Estados Unidos (USA) Total pontos: 148 John Boles Raymond Coulter Dennis Fenton Morris Fisher Carl Osburn Walter Stokes |

## Tiro duplo ao veado masculino
| Pos. | País               | Atletas               | Pontos |
| ---- | ------------------ | --------------------- | ------ |
|      | Noruega (NOR)      | Ole Lilloe-Olsen      | 76     |
|      | Grã-Bretanha (GBR) | Cyril Mackworth-Praed | 72     |
|      | Suécia (SWE)       | Alfred Swahn          | 72     |

## Tiro duplo ao veado por equipe masculino
| Ouro | Prata | Bronze |
| Grã-Bretanha (GBR) Total pontos: 263 John Faunthorpe Cyril Mackworth-Praed Philip Neame John O'Leary Herbert Perry Allen Whitty | Noruega (NOR) Total pontos: 262 Einar Liberg Ole Lilloe-Olsen Harald Natvig Hans Nordvik Otto Olsen Oluf Wesmann-Kjaer | Suécia (SWE) Total pontos: 250 Edward Benedicks Axel Ekblom Mauritz Johansson Fredric Landelius Karl-Gustaf Svensson Alfred Swahn |

## Fossa olímpica masculino
| Pos. | País                 | Atletas      | Pontos |
| ---- | -------------------- | ------------ | ------ |
|      | Hungria (HUN)        | Gyula Halasy | 98     |
|      | Finlândia (FIN)      | Konrad Huber | 98     |
|      | Estados Unidos (USA) | Frank Hughes | 97     |

## Tiro ao pombo por equipe masculino
| Ouro | Prata | Bronze |
| Estados Unidos (USA) Total pontos: 363 Frederick Etchen Frank Hughes John Noel Clarence Platt Samuel Sharman William Silkworth | Canadá (CAN) Total pontos: 360 William Barnes George Beattie John Black Robert Montgomery Samuel Newton Samuel Vance | Finlândia (FIN) Total pontos: 360 Werner Ekman Konrad Huber Robert Huber Georg Nordblad Robert Tikkanen Karl Wegelius |

## Quadro de medalhas do tiro
| Ordem | País               | Medalha de ouro | Medalha de prata | Medalha de bronze | Total |
| ----- | ------------------ | --------------- | ---------------- | ----------------- | ----- |
| 1     | USA Estados Unidos | 5               | 2                | 2                 | 9     |
| 2     | NOR Noruega        | 2               | 1                | 1                 | 4     |
| 3     | GBR Grã-Bretanha   | 1               | 2                | 0                 | 3     |
| 4     | FRA França         | 1               | 1                | 0                 | 2     |
| 5     | HUN Hungria        | 1               | 0                | 0                 | 1     |
| 6     | SWE Suécia         | 0               | 2                | 2                 | 4     |
| 7     | FIN Finlândia      | 0               | 1                | 2                 | 3     |
| 8     | CAN Canadá         | 0               | 1                | 0                 | 1     |
| 9     | DEN Dinamarca      | 0               | 0                | 1                 | 1     |
| 9     | HAI Haiti          | 0               | 0                | 1                 | 1     |
| 9     | SUI Suíça          | 0               | 0                | 1                 | 1     |